# Behati Prinsloo
Behati Prinsloo (Grootfontein, 16 mei 1988) is een Namibisch model. Ze is vooral bekend als gezicht van het lingeriemerk Victoria's Secret. Hier vertegenwoordigt ze onder andere het sublabel PINK. Sinds 2008 is ze ook lid van de "Angels".

## Biografie en carrière
Prinsloo zegt te zijn ontdekt in een supermarkt in Kaapstad door een fotograaf die dacht dat ze model was. Na proefopnamen werd ze onder de hoede genomen van het Britse modellenbureau Storm Model Management, waar ze haar carrière als model begon.
Nadien was Prinsloo op verschillende tijdschriftomslagen te zien, waaronder die van het Italiaanse Muse Magazine en het Britse Telegraph Magazine. Meer recent stond ze op de omslag van de Russische Vogue in 2007 en in het Amerikaanse Velvet Magazine. Haar portfolio bevat onder andere werk van Adore, Aquascutum, Chanel, H&M, Hugo Boss, Kurt Geiger, Marc by Marc Jacobs, Max Studio, en Nina Ricci. Prinsloo deed catwalkwerk voor Prada, Paul Smith, Vera Wang, Marc Jacobs, Versace, Chanel en DKNY.
Daarnaast staan er op haar cv modeshows van Victoria's Secret van 2007 tot en met 2014. Prinsloo staat op de 31e plek in de top 50 van vrouwelijke modellen, en op de 14e plek als een van de meest sexy modellen ter wereld.
Haar modellencarrière is behoorlijk behulpzaam geweest voor haar carrière: in haar tweede seizoen modellenwerk had ze ruim 70 catwalkshows op haar naam staan.

### Privé
Prinsloo is getrouwd met Adam Levine, de leadzanger van de band Maroon 5. Samen hebben ze twee dochters (geboren in 2016 en 2018).